# Gálocs
Gálocs (ukránul: Галоч [Halocs], oroszul: Галоч [Galocs]) falu Ukrajnában, Kárpátalján, az Ungvári járásban.

## Fekvése
Ungvártól 12 km-re délnyugatra fekszik.

## Története
Gálocs nevét a 13. században említette először oklevél.
A falu az Aba nemzetség egyik birtoka és az ő idejükben véres csaták színhelye volt. Gálocs a középkorban a nevickei vár tartozékai közé tartozott, később pedig a homonnai Drugeth család birtokolta a települést.
A 18. század végén Vályi András így ír róla: „GALOCS. Tót falu Ungvár Vármegyében, földes Ura Berényi Uraság, lakosai katolikusok, és más félék, fekszik Doboruskához nem mezssze, mellynek filiája.”
Fényes Elek 1851-ben kiadott geográfiai szótárában így ír a faluról: „Galócs, magyar-orosz falu, Ungh vmegyében, Dobó-Ruszkához egy órányira: 88 római, 132 görög kath., 265 ref. 5 evang., 60 zsidó lak. Ref. ekklésia. F. u. Galócsy, Balogh, Karner, s m. Ut. p. Ungvár.”
A trianoni békéig Ung vármegye Nagykaposi járásához tartozott. Ekkor Csehszlovákiához csatolták. 1938–44 között visszakerült Magyarországhoz.
1945-ben Szovjetunióhoz csatolták a települést. 1991 óta Ukrajna része. 2020-ig Bátfa és Palló tartozott hozzá.

## Népesség
1910-ben 542, túlnyomórészt magyar lakosa volt.
2001-ben 545 lakosából 400 (70%) a magyar.

| 2001 | 498 |

## Nevezetességek
- Református temploma 1699-ben épült, 1777-ben a régi anyagának felhasználásával újjáépítették. Mai temploma 1910-ben épült a régi fatemplom helyében. Az építéshez a telket Gecse Géza helybeli lelkész (1896-tól haláláig, 1930-ig) és felesége, Szitha Erzsébet – Gecse Endre szülei – adományozták. A bodrogkeresztúri fehér kőből emelt templom egyedülálló a vidéken.

## Neves személyek
- A múlt század ötvenes éveiben itt szolgált Gecse Endre tiszteletes. A magyarországi 1956-os események kapcsán a szovjet hatóságok letartóztatták és az ungvári börtönben halálra kínozták. A mártírhalált halt pap emléktábláját 1992-ben avatták fel a gálocsi református templom falán, sírja a gálocsi temetőben van. Gecse Endre életútját a Jó pásztor volt c. könyvben ismerhetik meg az érdeklődők.